# Ващенко Анатолій Андрійович
Ващенко Анатолій Андрійович (5 квітня 1943, с. Попівка Красноградського району Харківської області — 10 травня 1989, Москва) — кінооператор, член Спілки кінематографістів УРСР (1973).

## Біографія
Анатолій Ващенко народився 5 квітня 1943 у с. Попівка Красноградського району Харківської області.
У 1971 здобув освіту у Київському інституті театрального мистецтва, після чого став оператором студії «Укртелефільм».
Помер 10 травня 1989 у Москві.

## Творчий шлях
Як оператор студії «Укртелефільм» працював над фільмами:
- «Голосіївсьуий ліс» (1971)
- «Пізнай себе» (1971)
- «Лісова пісня» (1971)
- «Перший шторм» (1972)
- «Касандра» (1973)
- «Такі симпатичні вовки» (1975)
- «Кость Барабаш з 10Б» (1976)
- «Вірність» (1977)
- «Співає Міансарова» (1977)
- «Співає Анатоль Солов'яненко» (1978)
- «Коли співає гітара» (1978)
- «Юність моя» (1979)
- «Хто ходить по колоді» (1979)
- «Співає Анатолій Кочерга» (1980)
- «Прелюдія» (1980)
- «Бабин яр — уроки історії» (1980)
- «Приємні знайомства» (1981)
- «Дорога, у якої немає кінця» (1981)
- «Неспокійні люди» (1981) та інші.

Також виступав режисером таких стрічок як:
- «Співає Міансарова» (1977)
- «Співає Анатоль Солов'яненко» (1978)
- «Співає Анатолій Кочерга» (1980)
- «Коли співає гітара» (1978)
- «Дорога, у якої немає кінця» (1981)
- «Неспокійні люди» (1981)

## Нагороди
- Ґран-Прі і Золота медаль Міжнародного фестивалю фільмів присвячених медицина за стрічку «Пізнай себе» (1971 м. Варна, Болгарія, 1973